# Карвелас, Филиппос
Филиппос Карвелас (греч. Φίλιππος Καρβελάς; 1877, Афины — 1952) — греческий гимнаст, бронзовый призёр летних Олимпийских игр 1896.
Карвелас участвовал в соревнованиях на брусьях — в командном разряде, и в индивидуальном. В командном он стал бронзовым призёром, но в индивидуальном не смог занять призовое место.